# 韋里奧拉

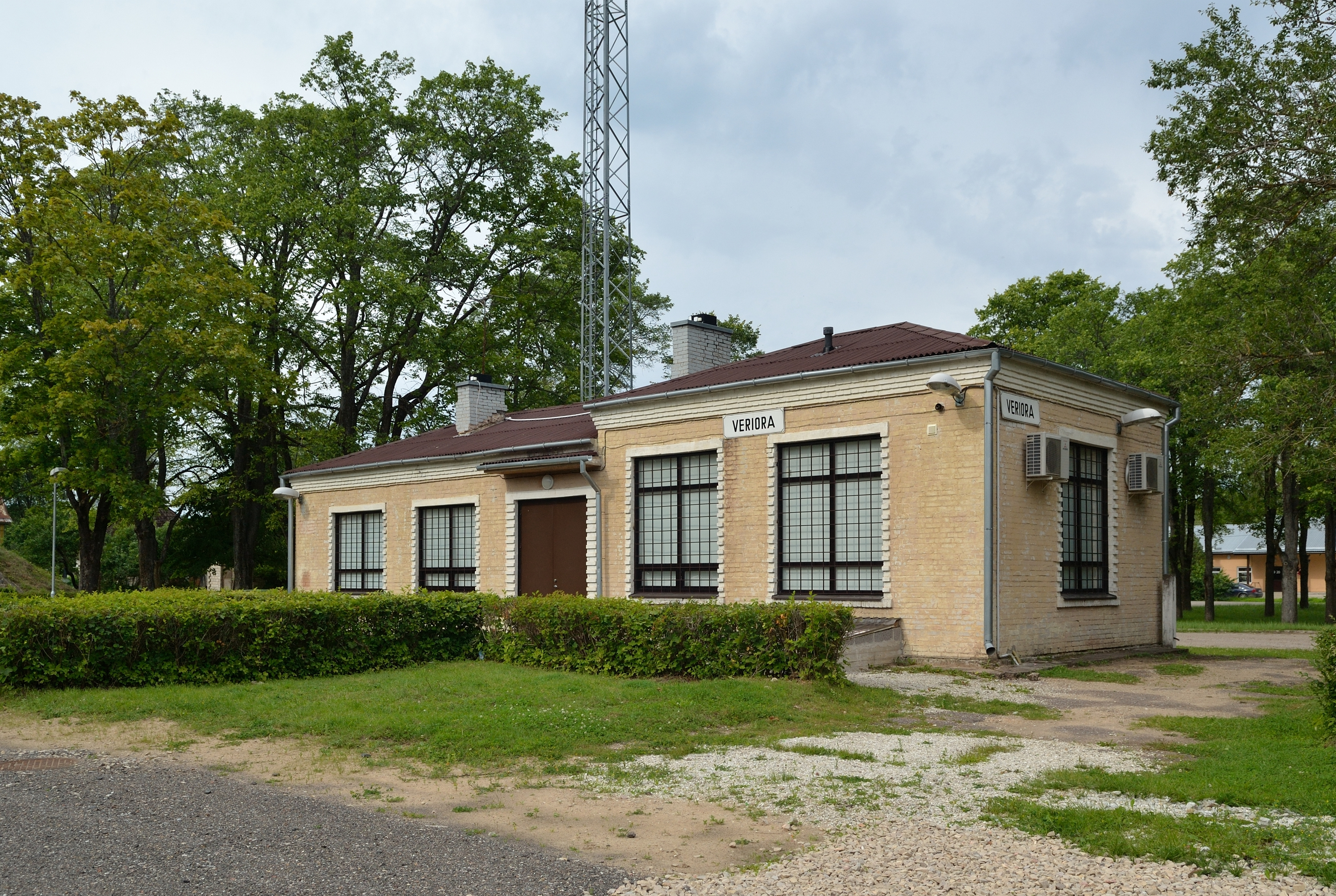

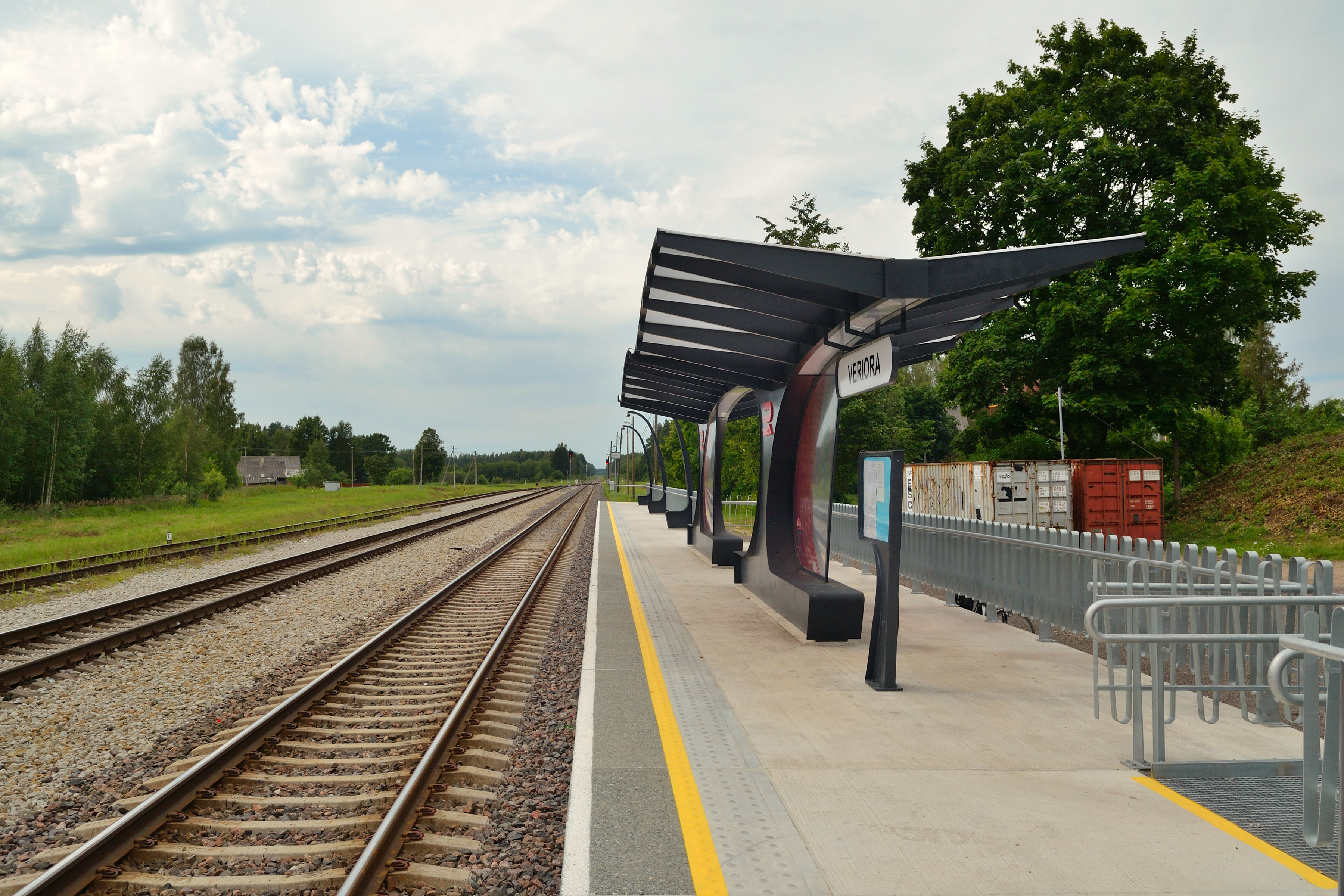

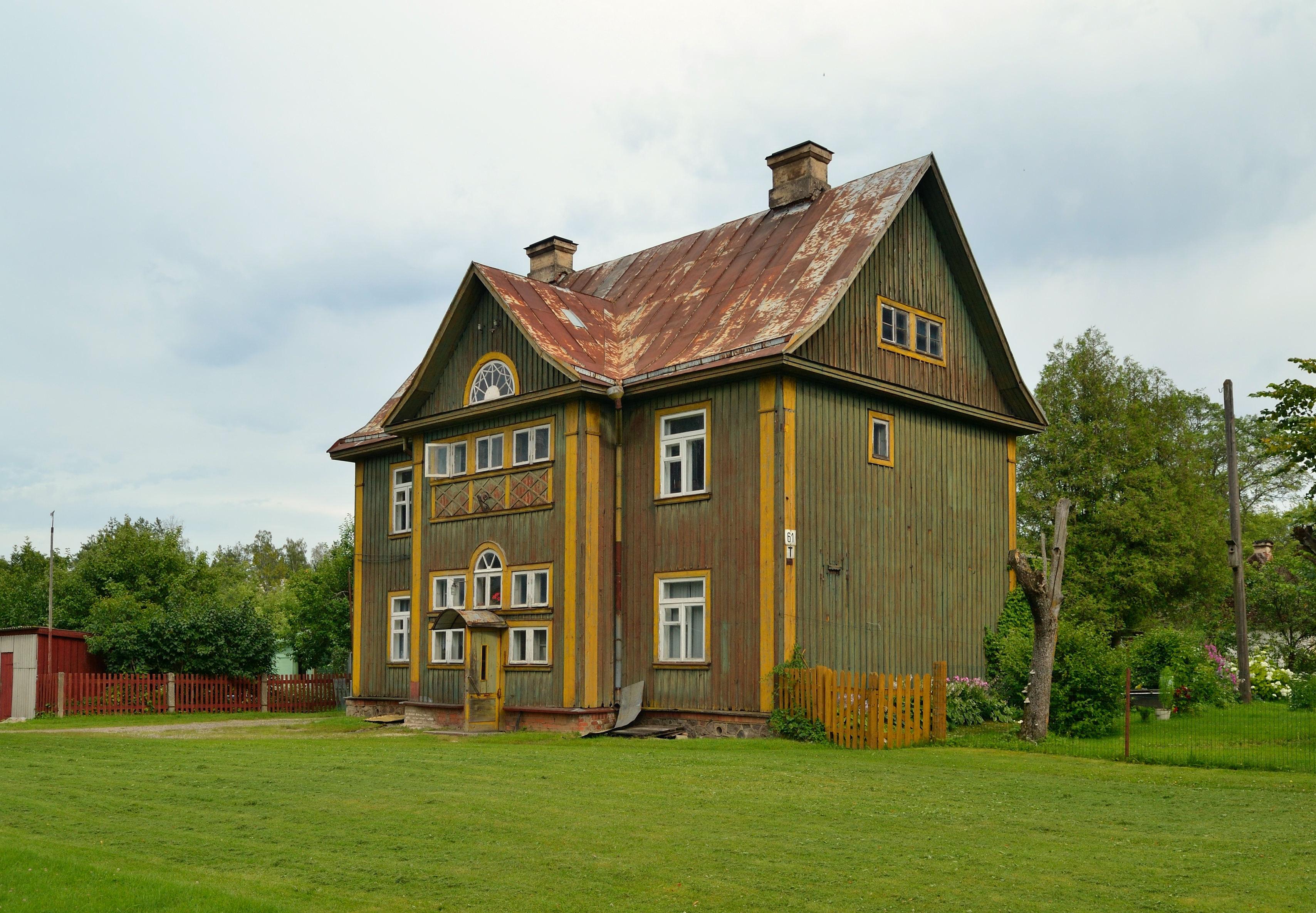

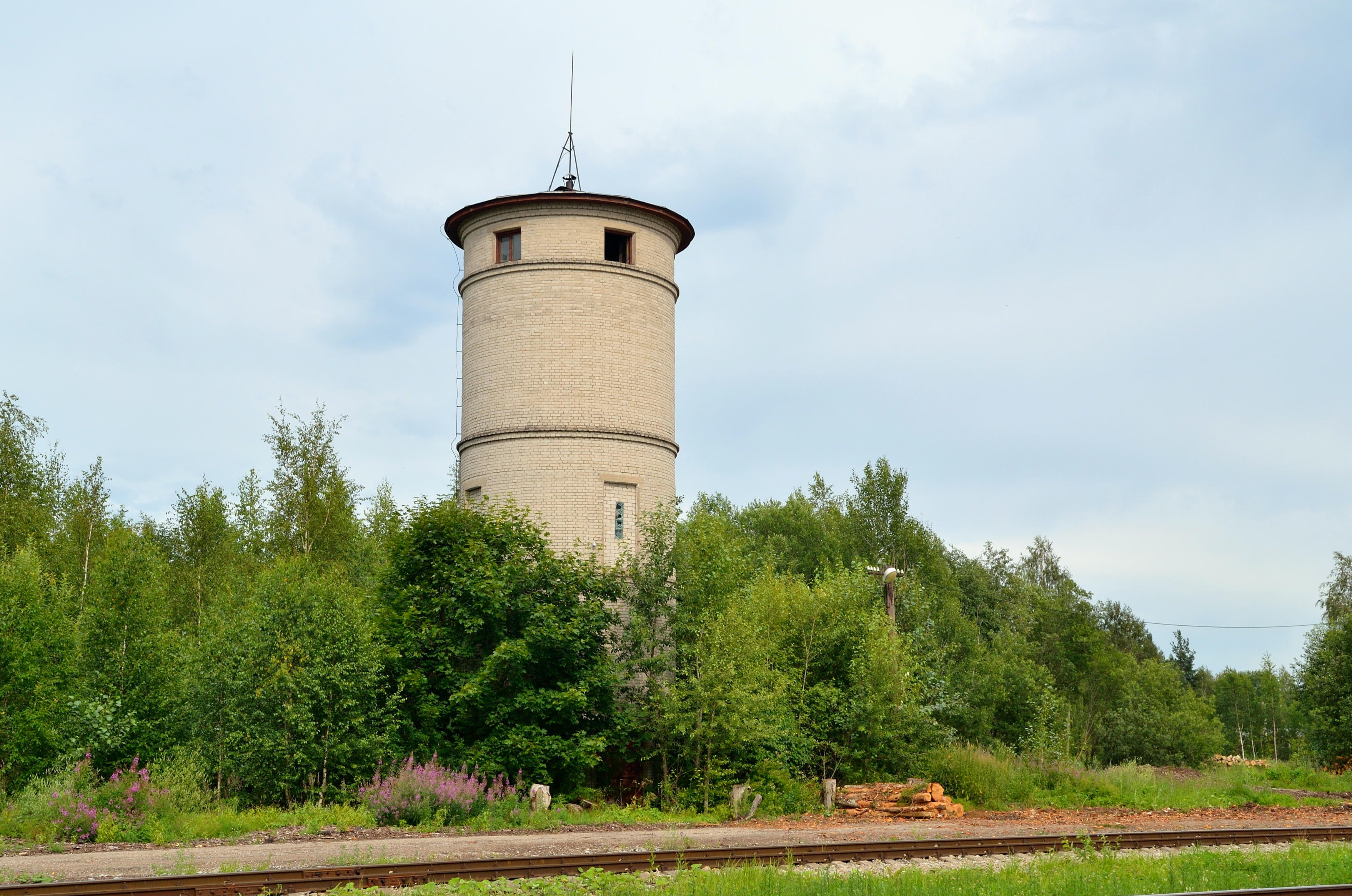

韋里奧拉，是愛沙尼亞珀爾瓦縣賴皮納市鎮内的小鎮，位於該國東南部，曾是原韋里奧拉市镇的行政中心，處於首都塔林東南面220公里，海拔高度53米，2012年該小鎮人口为549。